# Coelotes nasensis
Coelotes nasensis là một loài nhện trong họ Amaurobiidae.
Loài này thuộc chi Coelotes. Coelotes nasensis được miêu tả năm 2000 bởi Shimojana.